# 5193 Танакаватару
5193 Танакаватару (5193 Tanakawataru) — астероїд головного поясу, відкритий 7 березня 1992 року.
Тіссеранів параметр щодо Юпітера — 3,179.
Названо на честь Танаки Ватару (яп. たなか・わたる(田中済) танака ватару).